# Narvik (gemeente)
Narvik (Samisch Áhkanjárga) is een gemeente in de fylke Nordland in Noorwegen. Het gelijknamige Narvik is de grootste plaats binnen die gemeente.

## Gemeentefusie
In 2020 werd de gemeente uitgebreid door de toevoeging van de gemeente Ballangen en een deel van Tysfjord.

Situatie voor de fusie
De gemeente na de fusie

## Plaatsen in de gemeente
- Ballangen
- Beisfjord
- Bjerkvik
- Håkvik
- Kjøpsvik
- Narvik

Alstahaug · Andøy · Beiarn · Bindal · Bø · Bodø · Brønnøy · Dønna · Evenes · Fauske · Flakstad · Gildeskål · Grane · Hadsel · Hamarøy · Hattfjelldal · Hemnes · Herøy · Leirfjord · Lødingen · Lurøy · Meløy · Moskenes · Narvik · Nesna · Øksnes · Rana · Rødøy · Røst · Saltdal · Sømna · Sørfold · Sortland · Steigen · Træna · Værøy · Vågan · Vefsn · Vega · Vestvågøy · Vevelstad

Fylker van Noorwegen